# Beilschmiedia neoletestui
Beilschmiedia neoletestui är en lagerväxtart som beskrevs av Fouilloy & N. Halle. Beilschmiedia neoletestui ingår i släktet Beilschmiedia och familjen lagerväxter. Inga underarter finns listade i Catalogue of Life.